# Холодное оружие

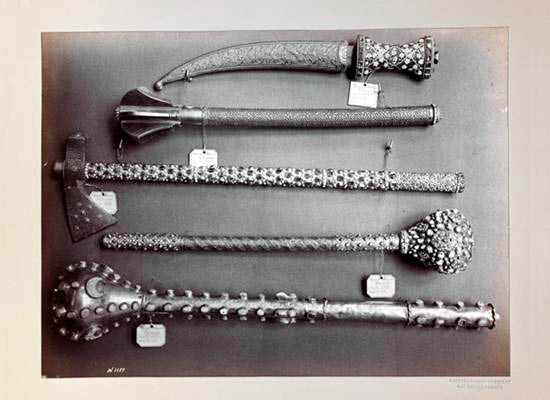
Кинжал, пернач, топорик, булавы

Холо́дное ору́жие (бе́лое ору́жие) — военное, спортивное оружие, в котором не используется сила горюче-взрывчатых веществ, сжатого газа, электричества.
Большая часть холодного оружия — это ручное оружие. Также выделяют оружие метательного (метаемого) типа, как ручное, так и не ручное. В основном большая часть холодного оружия — это ножи, мечи.

## История

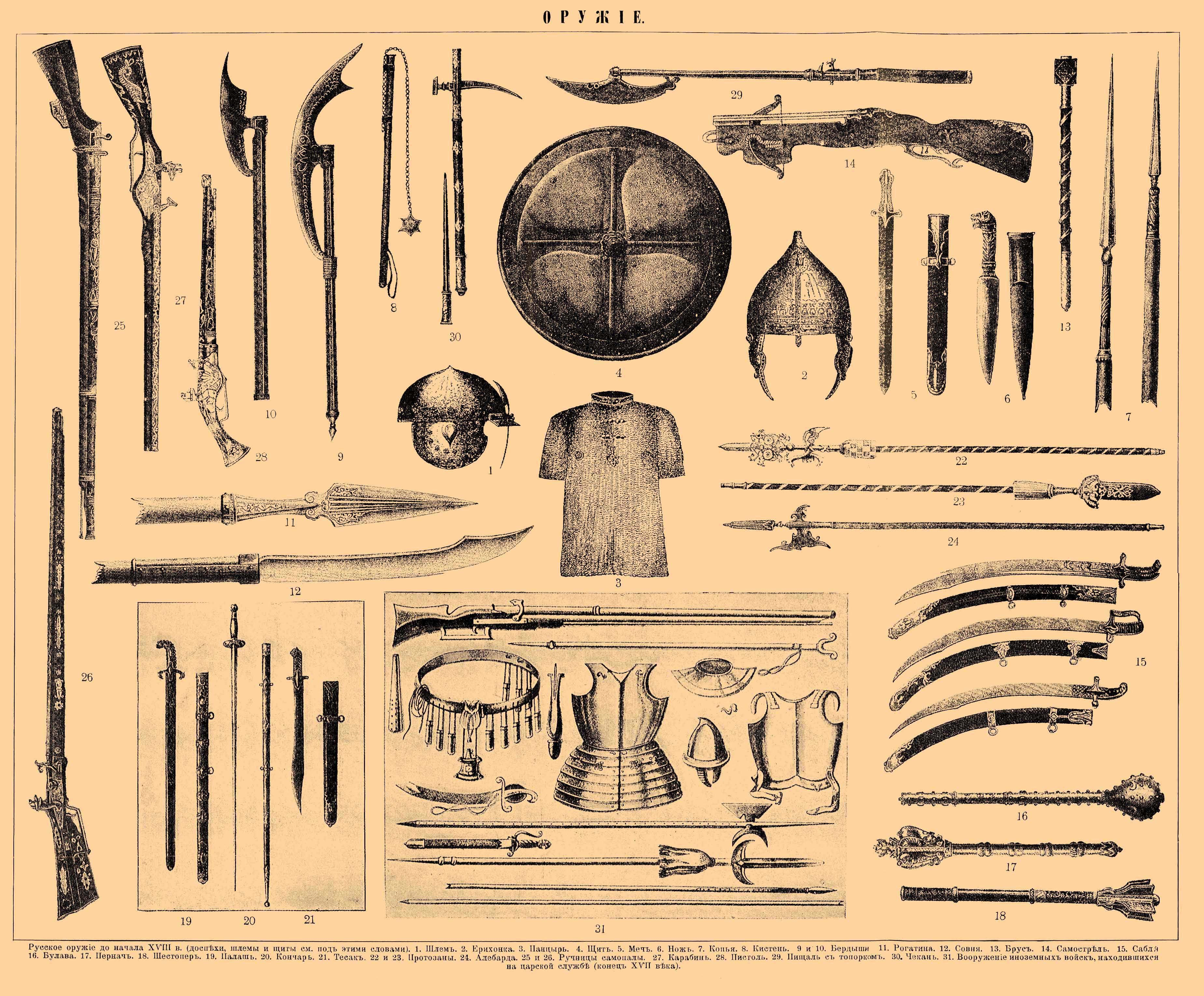
Русское оружие до начала XVIII века

Холодное оружие появилось достаточно давно, первоначально как средство охоты. До XVI века являлось главным видом оружия. С развитием огнестрельного оружия практически утратило своё значение.
В настоящее время используемо как вспомогательное, дополняющее возможности огнестрельного оружия, как почётное (наградное оружие), а также как часть традиционной формы.

## Система классификаций холодного оружия
Холодное оружие может быть классифицировано по многим основаниям (назначению, способу изготовления, принципу поражающего действия, устройству, способу управления, удержания и действия) на подклассы, роды, виды, подвиды и разновидности. Система классификаций холодного оружия служит научно-теоретической основой для установления групповой принадлежности холодного оружия. Она является одним из важнейших структурных элементов криминалистического учения о холодном оружии в РФ, которое изучает не только криминальное холодное оружие, но и все его разновидности.

## Виды холодного оружия по соответствию его сложившимся типам
Холодное оружие, не имеющее аналогов в системе классификации оружия, но обладающее всеми родовыми его признаками, именуют «атипичным холодным оружием», как правило, это либо полностью нетипичная оригинальная конструкция, либо замаскированное холодное оружие (например, трость-шпага, ручка-стилет).
Холодное оружие, соответствующее исторически сложившимся образцам холодного оружия, принятое на вооружение в армиях или традиционное для каких-либо наций и народностей, именуют «стандартным холодным оружием».

## Виды холодного оружия по способу изготовления
Холодное оружие по его соответствию установленным стандартам и техническим условиям, условиям производства, материалам, инструментам, профессиональным навыкам лица-изготовителя делят на:
- Заводское (фабричное) — изготовляемое промышленным способом
- Кустарное — изготовляемое отдельными частными лицами (мастерами-оружейниками) в условиях промышленных предприятий, мастерских или на дому
- Самодельное — изготовляемое без соблюдения соответствующих стандартов. В России изготовление подобного оружия запрещено
- Переделанное — изготовляемое несколькими способами (как правило, самодельная переделка заводского)

Классификация холодного оружия возможна по различным основаниям:
1. По целевому назначению:
а) гражданское — к его числу относят оружие, используемое отдельными лицами в целях самообороны, охоты, занятий спортом, а также являющееся принадлежностью казачьей формы одежды и национального костюма некоторых народов РФ. С учётом сказанного подразделяют на: спортивное, охотничье и оружие — принадлежность казачьей формы и национального костюма;
б) боевое — является штатным и предназначено для решения боевых и оперативно-служебных задач государственными военизированными организациями. В свою очередь выделяют: военное, специальное боевое холодное оружие.
2. По способу изготовления:
а) заводское — по своей конструкции соответствует техническим условиям, стандартам и имеет маркировочные обозначения;
б) кустарное — изготавливают мастера-оружейники в соответствии с определёнными стандартами, образцами, может иметь клеймо мастера;
в) самодельное — изготавливают лицами, не имеющими специальных профессиональных навыков;
г) переделанное — оружие, переработанное посредством дополнения или устранения отдельных элементов с существующих образцов.
3. По месту изготовления: отечественного и иностранного производства.
4. По соответствию стандартам: стандартное и нестандартное.
5. По принципу действия:
а) рубящее (мечи);
б) режущее (оружие с изогнутым клинком);
в) колющее (пика, рапира, кортик, стилет, игольчатый штык);
г) колюще-рубящее (ятаган, палаш);
д) колюще-режущее (шпага, кинжал, нож, штык-нож);
е) дробящее (кастет, кистень, молот)
6. По конструктивным особенностям клинка: 1-лезвийное и 2-лезвийное.

## Виды холодного оружия по назначению

### Боевое холодное оружие
Холодное оружие, предназначенное для поражения человека.
Подразделяют на:

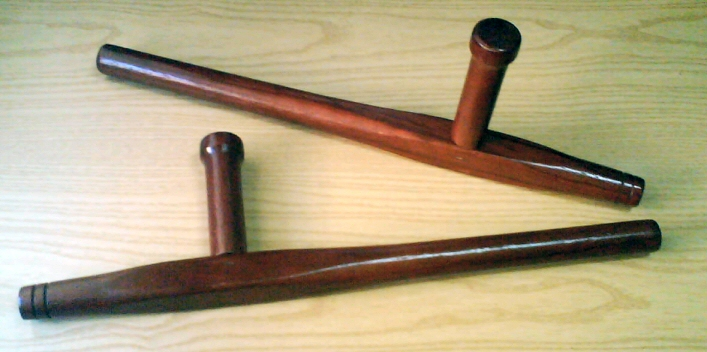
Тонфа

- военное — вооружение армий и военизированных подразделений.
- полицейское — предназначенное для вооружения полиции. В отличие от военного холодного оружия, оно — более портативно. К нему относят и полицейскую дубинку (в том числе телескопическую), куботан (кубатон), тонфу[5].
- гражданское — боевое холодное оружие, предназначенное для вооружения гражданских лиц. К такому оружию относят, в частности, холодное оружие, являющееся принадлежностью национального костюма.

### Охотничье холодное оружие
К холодному оружию, предназначенному для нанесения телесных повреждений животному (зверю, птице); для разделки туш, снятия шкуры, приготовления пищи, оборудования места для ночлега, различных операций, связанных с охотой, относят:
- охотничий нож,
- кинжал,
- тесак,
- стилет,
- копьё,
- рогатина,
- мачете.

### Спортивное холодное оружие
Инвентарь для спортивного фехтования или метания, по сути не являющийся оружием, но копирующий некоторые виды холодного оружия:
- шпага,
- рапира,
- сабля (эспадрон),
- копьё,
- мечи.

## Виды холодного оружия по характеру воздействия

### Клинковое оружие
Холодное оружие, главным поражающим элементом которого является клинок (клин с одним или несколькими лезвиями, которые могут нанести телесные повреждения путём проникновения в тело человека или животного).
По количеству клинков клинковое оружие можно разнести на 1-клинковые и оружие с несколькими клинками (алебарды, бердыши).
По устройству клинковое холодное оружие бывает:
- с рукоятью (длинноклинковое, среднеклинковое, короткоклинковое);
- с древком (древковое);
- с устройством для крепления к огнестрельному оружию (штыки).

### Метательное оружие
В российском законодательстве метательное оружие упомянуто как самостоятельный подвид холодного оружия.
- Атлатль (копьеметалка)
- Болас или бола
- Булава (для метания)
- Бумеранг
- Гарпун
- Дротик (метательное копьё, сулица)
- Духовая трубка
- Лук со стрелами
- Метательный нож
- Праща
- Рогатка
- Самострел или Арбалет
- Сюрикэн
- Чакра
- Шнеппер

## Виды по характеру наносимых повреждений
По характеру наносимых повреждений (колотые, резаные, рубленые раны) выделяют оружие ударно-раздробляющее, колющее, режущее, рубящее, колюще-режущее, колюще-рубящее, рубяще-режущее, колюще-режуще-рубящее.

### Колющее оружие

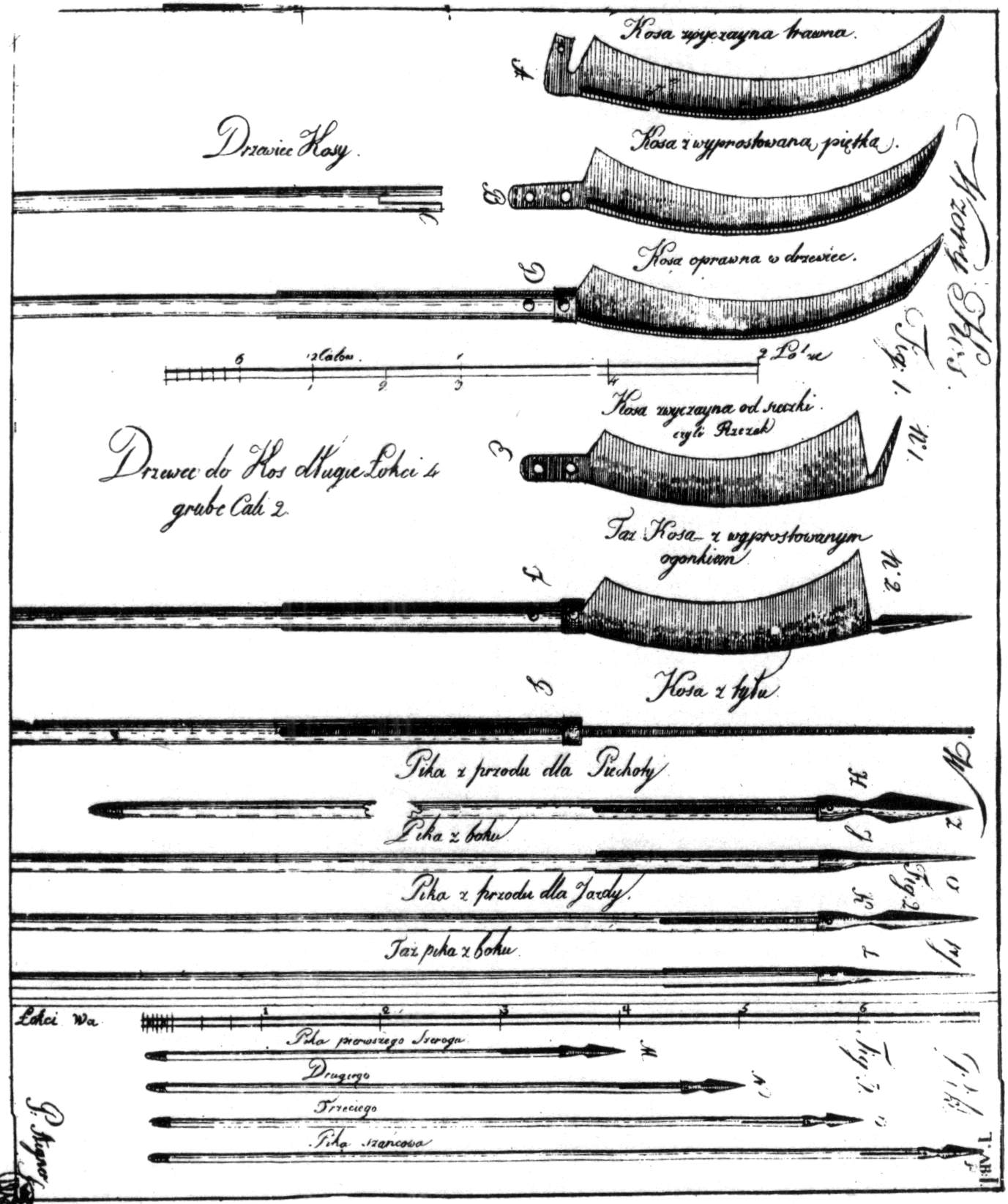
Косы и пики

Клинок наносит только колотые повреждения:
- Кончар
- Копьё
- Кортик
- Крис
- Нож
- Пика
- Протазан
- Рапира
- Рогатина
- Сай
- Сарисса
- Стилет
- Штык
- Эспантон
- Эсток

### Рубящее оружие
- Боевой топор
  - Бердыш
  - Бородовидный топор
  - Валашка
  - Лабрис
  - Ната
  - Томагавк
  - Чекан (топор)

### Колюще-рубящее (или рубяще-колющее)
- Алебарда
- Бебут
- Боевой цестус
- Гвизарма (боевая коса)
- Глефа, она же глевия
- Гуань-дао
- Гэ
- Дага
- Катана
- Кинжал
- Коса
- Хопеш
- Кукри
- Мачете
- Меч
- Нагината
- Палаш
- Сабля
- Скимитар
- Совня
- Тесак
- Траншейный нож
- Трезубец
- Фальшион
- Шашка
- Эспадрон
- Катар (чурика)
- Шпага
- Ятаган

### Ударно-раздробляющее оружие

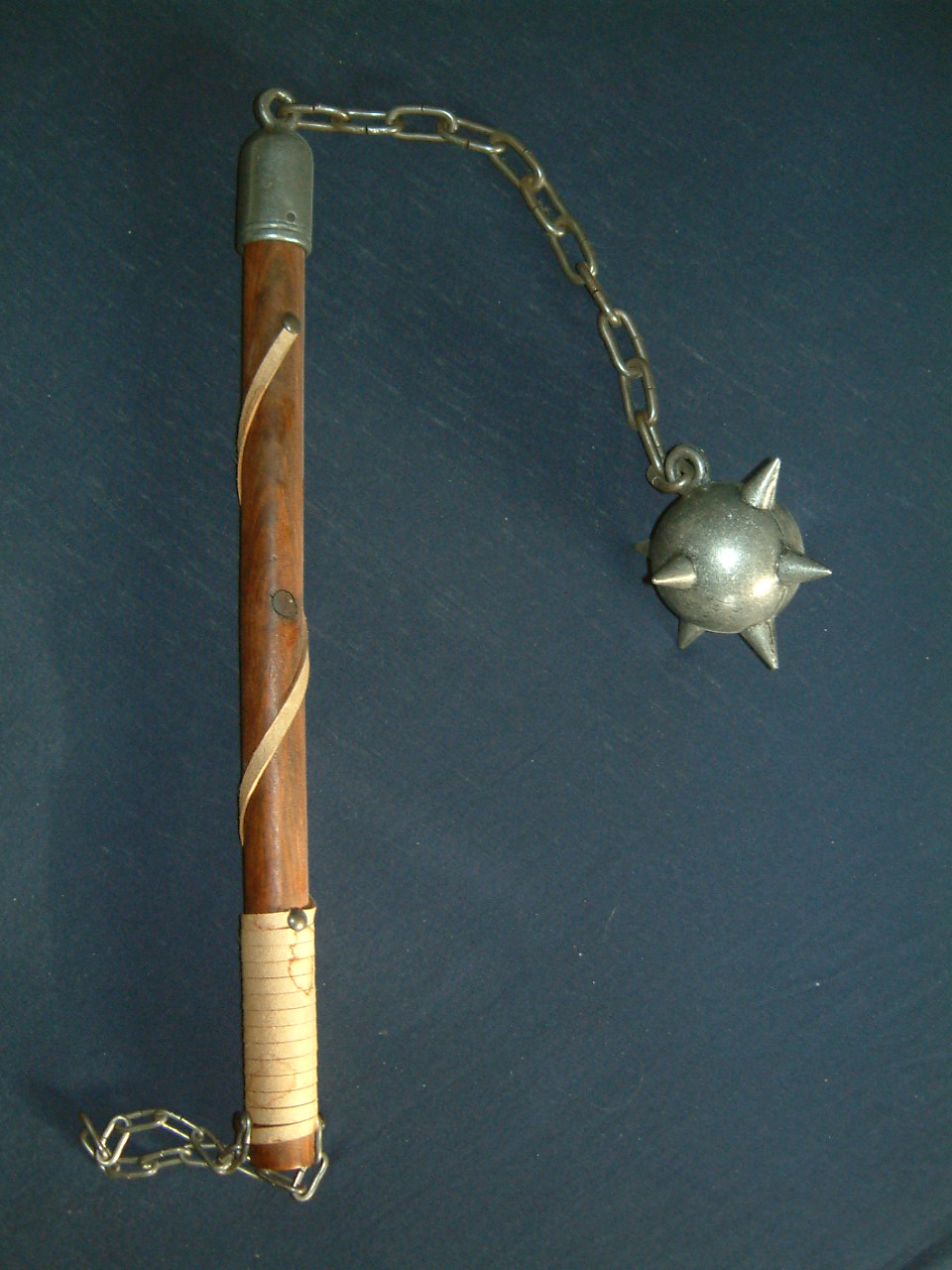
Кистень

- Бо
- Буздыхан
- Булава
- Кистень
- Боевой молот
- Палица
- Пернач (разновидность булавы)
- Шестопёр (разновидность булавы)
- Нунчаки
- Тонфа
- Кастет
- Телескопическая дубинка
- Моргенштерн

#### Ударное с пробойником
- Кама (японский серп)
- Клевец или чекан
- Чекан (топор)

## Термины и определения
ГОСТ Р 51215-98 «Холодное оружие. Термины и определения»
…
3 Виды холодного оружия
3.1 контактное (холодное) оружие: Холодное оружие, удерживаемое при применении в руке
3.2 метаемое (холодное) оружие (Ндп. Холодное метательное оружие): Холодное оружие, поражающее цель на расстоянии при метании вручную.
…
3.3 клинковое (холодное) оружие: Холодное оружие, имеющее боевую часть в виде клинка (клинков), прочно и неподвижно соединённого с рукоятью.
3.4 ударное (холодное) оружие: Холодное оружие, боевая часть которого представляет собой сосредоточенную массу
3.5 древковое (холодное) оружие: Холодное оружие, боевая часть которого прочно и неподвижно укреплена на древке.
…
3.6 рубящее (холодное) оружие: Холодное оружие, боевая часть которого лезвием формирует рубленое повреждение.
3.7 режущее (холодное) оружие: Холодное оружие, боевая часть которого остриём формирует резаное повреждение.
3.8 колющее (холодное) оружие: Холодное оружие, боевая часть которого остриём формирует колотое повреждение.
3.9 колюще-режущее (холодное) оружие: Холодное оружие, боевая часть которого формирует колото-резаное повреждение.
3.10 рубяще-режущее (холодное) оружие: Холодное оружие, боевая часть которого формирует рублено-резаное повреждение.
3.11 ударно-раздробляющее (холодное) оружие: Холодное оружие, боевая часть которого формирует размозжение мягких тканей и размозжение или переломы костных тканей.
…
Тупое окончание клинка, противоположное лезвию, называют «обухом».

## Законодательное регулирование холодного оружия в России

### Определение холодного оружия
По российскому законодательству:

❬…❭ Холодное оружие — это оружие, предназначенное для поражения цели при помощи мускульной силы человека при непосредственном контакте с объектом поражения;
Метательное оружие — оружие, предназначенное для поражения цели на расстоянии снарядом, получающим направленное движение при помощи мускульной силы человека или механического устройства ❬…❭.
К оружию не относятся изделия, сертифицированные в качестве изделий хозяйственно-бытового и производственного назначения, спортивные снаряды, конструктивно сходные с оружием.— Ст. 1 Федерального закона «Об оружии»
Вопрос об отнесении конкретного предмета к холодному оружию решается только по результатам криминалистической экспертизы или сертификации (примеры: , ). Эксперты при этом руководствуются федеральным законом «Об оружии» и криминалистическими требованиями (до недавнего времени использовались ГОСТы).
На отнесение ножа к холодному оружию, в частности, влияют:
- длина клинка;
- толщина обуха;
- твёрдость клинка;
- конструкция рукояти.

В современной практике изготовитель или продавец ножей сертифицируют изделия в специализированном центре, имеющем действующую аккредитацию и зарегистрированный в реестре органов по сертификации и аккредитованных испытательных лабораторий (центров). По результатам сертификации нож относят к хозяйственно-бытовому инструменту (ножи кухонные, туристические, спортивные), либо оружию. При приобретении ножа покупатель может получить «информационный листок», содержащий описание ножа, экспертное заключение, его дату и номер и координаты органа, проводившего экспертизу.

### Типология холодного оружия
По российскому законодательству (ст. 2 Закона об оружии) всё оружие в зависимости от целей его использования соответствующими субъектами, а также по основным параметрам и характеристикам подразделяют на:
1. Гражданское (оружие, предназначенное для использования гражданами России в целях самообороны, для занятий спортом и охотой);
2. Служебное (оружие, предназначенное для использования должностными лицами государственных органов и работниками юридических лиц, которым законодательством России разрешено ношение, хранение и применение указанного оружия);
3. Боевое ручное стрелковое и холодное (оружие, предназначенное для решения боевых и оперативно-служебных задач, принятое в соответствии с нормативными правовыми актами Правительства РФ на вооружение в военизированных организациях).

Холодное оружие отдельно не подразделяют, однако в законе оговорено, что:
- Метательное оружие выделено в качестве отдельного от холодного оружия подтипа;
- Метательное оружие может быть отнесено к спортивному оружию;
- Холодное клинковое оружие может быть отнесено к охотничьему и спортивному оружию;
- Холодное клинковое оружие может быть предназначено для ношения с казачьей формой, а также с национальными костюмами народов РФ, атрибутика которых определена правительством РФ;
- Холодное оружие может быть принято на вооружение руководителями государственных военизированных организаций в порядке, определяемом правительством РФ.

### Ограничения гражданского оборота холодного оружия
Исходя из указанного закона (ст. 6), определяющего ограничения, устанавливаемые на оборот гражданского и служебного оружия, на территории РФ запрещаются следующие манипуляции с холодным оружием:
1. Оборот в качестве гражданского и служебного оружия:
  - кистеней, кастетов, сюрикэнов, бумерангов и других специально приспособленных для использования в качестве оружия предметов ударно-дробящего и метательного действия, за исключением спортивных снарядов;
  - холодного клинкового оружия и ножей, клинки и лезвия которых либо автоматически извлекаются из рукояти при нажатии на кнопку или рычаг и фиксируются ими, либо выдвигаются за счёт силы тяжести или ускоренного движения и автоматически фиксируются, при длине клинка и лезвия более 90 мм;
  - оружия, имеющих технические характеристики, не соответствующие криминалистическим требованиям МВД РФ, согласованным с государственным комитетом РФ по стандартизации, метрологии и сертификации;
2. Хранение или использование вне спортивных объектов спортивного холодного клинкового и метательного оружия, за исключением хранения и использования луков и арбалетов для проведения научно-исследовательских и профилактических работ, связанных с иммобилизацией и инъекцированием объектов животного мира;
3. Пересылка оружия;
4. Ношение гражданами оружия при проведении митингов, уличных шествий, демонстраций, пикетирования и других массовых публичных мероприятий;
5. Ношение гражданами в целях самообороны холодного оружия, за исключением случаев перевозки или транспортирования указанного оружия.

При этом имеется в виду только холодное оружие, а не предметы, похожие на него (например, такие как нож-принадлежность столового прибора, перочинный нож).
Для гражданского оборота холодного оружия обязательно получение соответствующих сертификатов и лицензий. Законом запрещено к обороту атипичное оружие — изготовленное самодельным способом без учета требований стандартов и технических условий.

### Приобретение холодного оружия
Право на приобретение спортивного, охотничьего холодного оружия и холодного клинкового оружия, предназначенного для ношения с национальными костюмами народов России или казачьей формой, имеют граждане РФ, достигшие 18-летнего возраста, после получения лицензии на приобретение конкретного вида оружия в органах внутренних дел по месту жительства.

### Ответственность за нарушение законодательства о холодном оружии
Уголовным кодексом РФ 1996 года предусмотрена уголовная ответственность за продажу и изготовление холодного оружия:

Незаконный сбыт газового оружия, холодного оружия, в том числе метательного оружия, -
наказывается обязательными работами на срок от ста восьмидесяти до двухсот сорока часов, либо исправительными работами на срок от одного года до двух лет, либо арестом на срок от трёх до шести месяцев, либо лишением свободы на срок до двух лет со штрафом в размере до восьмидесяти тысяч рублей или в размере заработной платы или иного дохода осуждённого за период до шести месяцев либо без такового.— ч. 4 ст. 222 УК РФ
(отменена)

Незаконное изготовление газового оружия, холодного оружия, в том числе метательного оружия, -
наказывается обязательными работами на срок от ста восьмидесяти до двухсот сорока часов, либо исправительными работами на срок от одного года до двух лет, либо арестом на срок от четырёх до шести месяцев, либо лишением свободы на срок до двух лет.— ч. 4 ст. 223 УК РФ
По административному законодательству (Кодексу об административных правонарушениях Российской Федерации 2001 года) за нарушение правил производства, продажи, коллекционирования, экспонирования, учёта, хранения, ношения или уничтожения холодного оружия (ст. 20.8 КоАП РФ), за нарушение сроков регистрации или постановки на учёт холодного оружия (ст. 20.11 КоАП РФ), за пересылку такого оружия, нарушение правил его перевозки и транспортирования (ст. 20.12 КоАП РФ), за нарушение правил сертификации холодного оружия (ст. 20.14), возможно привлечение граждан, должностных и юридических лиц к административной ответственности (штрафу).
В настоящий момент (07.03.2013) п.4 ст.20.8 КоАП РФ, ограничивающий ношение холодного оружия, звучит как «Нарушение правил хранения, ношения или уничтожения оружия и патронов к нему гражданами», что подразумевает «наложение административного штрафа в размере от пятисот до двух тысяч рублей либо лишение права на приобретение и хранение или хранение и ношение оружия на срок от шести месяцев до одного года».